# Державний університет «Київський авіаційний інститут»
Державне некомерційне підприємство «Державний університет Київський авіаційний інститут» (ДНП ДУ КАІ) — авіаційний заклад вищої освіти в Києві, правонаступник Національного авіаційного університету (НАУ), реорганізованого в 2024 році. В університеті навчається 11,6 тисяч студентів із 55 країн світу. Науково-педагогічні школи дають можливість готувати не лише фахівців інженерного профілю, але й економістів, юристів, екологів, перекладачів, психологів, соціологів тощо. Навчальний процес забезпечує науково-педагогічний колектив, у складі якого 3 членів-кореспондентів НАН України, 134 докторів наук, професорів і 677 кандидатів наук, доцентів. До навчального процесу залучаються спеціалісти авіакомпаній і промислових підприємств. Серед викладачів — 80 лауреатів Державної премії та Заслужених діячів науки і техніки.

## Історія
Університет бере початок з авіаційних курсів, організованих київськими політехніками на початку XX століття, а самостійна історія розпочалася 1933 року: Постановою Ради Народних Комісарів СРСР № 1815 від 25.08.1933 і наказом Головного управління цивільного повітряного флоту СРСР № 454 від 26.08.1933 на базі Авіаційного факультету Київського машинобудівного інституту (КМБІ) був заснований Київський авіаційний інститут (КАІ) (з 1934 року — Київський авіаційний інститут ім. Ворошилова).
Заняття в КАІ розпочались 15 вересня 1933 року в будівлі на вул. Леніна, 51 (тепер вулиця Богдана Хмельницького). В інституті були створені 4 факультети: загальнотехнічний, літакобудівний, моторобудівний, експлуатаційний. В інституті був організований льотний загін, у якому студенти мали змогу набути, додатково до інженерної, льотну спеціальність. Парк літаків авіазагону складався із навчальних літаків У-2 і літаків П-5. При загоні була планерна і парашутна секції.
У 1934 році в інституті створений Науково-дослідний сектор (НІС КАІ), яким впродовж 1934—1938 років було видано десять збірників наукових праць «Труды КАИ», в яких поширювались роботи вчених і студентів інституту (за 1934—1938 роки у цих збірниках було оприлюднено 24 наукові статті Володимира Челомея, тоді ще студента і викладача КАІ, а в майбутньому — Генерального конструктора ракетно-космічної техніки СРСР). Членом редакційної комісії з підготовки до видання збірника «Труды КАИ» був Кравчук Михайло Пилипович — начальник кафедри математики КАІ (1933—1936), академік Всеукраїнської академії наук (ВУАН).
У 1935 році був уточнений профіль інституту. Його завданням стала підготовка лише інженерів-механіків з експлуатації літаків і двигунів. Залишилось два факультети: загальнотехнічний і експлуатаційно-механічний. На правах факультету з 15 грудня 1936 року почали свою діяльність курси удосконалення інженерно-технічних працівників. Перший набір на ці курси складав 100 осіб. Були організовані групи техніків, а згодом групи інженерів. Курси ІТП працювали за різними профілями, в тому числі з технічної експлуатації, з ремонту літаків і двигунів, палива і мастильних матеріалів, зі спеціального обладнання літаків. Працювала група з перепідготовки викладачів та інструкторів технічних училищ і шкіл ЦПФ.
У різні роки інститут очолювали М. С. Королько (1933), В. М. Подпорінов (1933—1934), Д. В. Глінчук (1934—1935), Н. І. Таранюк (1935—1936), М. Г. Горчаков (1936—1941). У 1939—1941 роках на посаді старшого викладача механіки і теорії авіаційних двигунів КАІ працював Володимир Челомей.
Сталінський період культу особи наклав свій відбиток і на хід розвитку та зміцнення інституту. В квітні місяці 1937 року тодішнім керівництвом «Аерофлоту» було поставлено питання перед Всесоюзним комітетом у справах вищої школи і РНК СРСР про ліквідацію КАІ. До цього призвела відсутність глибокого продуманого балансу кадрів, недалекоглядність в технічній політиці, недооцінка технічного прогресу цивільної авіації. Був зроблений глибоко помилковий висновок, що один Ленінградський інститут Цивільного повітряного флоту зможе підготувати кадри вищої кваліфікації для всього Союзу РСР.
Рішення про розформування КАІ і про переведення студентів до Ленінградського інституту було прийняте московським керівництвом 2 червня 1937 року. Але понад 160 дипломантів залишились у Києві завершити свої дипломні проєкти. Було створено т. зв. Київський філіал Ленінградського інституту інженерів ЦПФ.
У зв'язку з цим керівництвом інституту написані ґрунтовні, мотивовані листи до ГУ ЦПФ, до Комітету у справах вищої школи, до ЦК КП(б)У, до ЦК ВКП(б) з проханням переглянути рішення про ліквідацію КАІ. Нове керівництво ГУ ЦПФ (начальник — Герой Радянського Союзу Молоков В. С.) уважно поставилось до цього питання.
25 червня 1938 року Рада Народних Комісарів Української РСР у своїй постанові № 316 «Про авіаінститут ГУ ЦПФ в м. Києві» відзначила неправильним закриття КАІ і постановила відновити в Києві Авіаінститут ЦПФ і просити РНК СРСР затвердити організацію інституту з початку 1938/1939 навчального року. 15 серпня 1938 року в ГУ ЦПФ і до РНК УРСР надійшло рішення Економічної ради при РНК СРСР про дозвіл відновити в Києві авіаційний інститут ЦПФ з початку 1938/1939 навчального року. Наказом № 254 ГУ ЦПФ Київський авіаційний інститут ЦПФ був відновлений з 20 серпня 1938 року. Дозволений був набір на 1 курс. Запропоновано було розробити план організації курсів удосконалення інженерно-технічного складу при КАІ. Велика група студентів 6 курсу була повернута із Ленінграда до Києва. Таким чином діяльність КАІ майже не переривалась.
Все, що відбулося в інституті в 1937—1938 роках, не могло не позначитися на темпах росту КАІ. Розвиток інституту був загальмований, йому були нанесені великі збитки. Навчальний 1938/1939 рік почався з невеликої кількості студентів. На перший курс було прийнято 110 осіб, а на шостому курсі було 70 дипломантів, що повернулися з Ленінграда.
Відповідно до Статуту, затвердженого в 1939 році, в інституті був один факультет технічної експлуатації літаків і моторів та 19 кафедр, із них 14 загальноосвітніх і загальнотехнічних та 5 спеціальних.
1939 року відбувся черговий випуск інженерів. Після цього до початку війни випуски інженерів не проводились, оскільки старших курсів після відновлення інституту не було. У передвоєнні роки інститут став центром перепідготовки технічних кадрів ЦПФ.
У 1939 році почалось проєктування комплексу нових будівель і споруд для інституту. Напередодні війни в інституті повністю працювали уже 3 курси по профілю технічної експлуатації літаків і авіадвигунів, а також численні групи інженерно-технічного складу ЦПФ на курсах удосконалення. Однак війна 1941—1945 років завадила колективу інституту відновити всі шість курсів і поновити випуск інженерів.
1941 року через воєнні події діяльність КАІ була призупинена, інститут евакуйований, і тільки у 1947 році (Постанова РМ СРСР № 191 від 29.01.1947) була відновлена його діяльність — створено Київський інститут цивільного повітряного флоту ім К. Є. Ворошилова.
Надалі його назва змінювалася:
- Київський інститут цивільного повітряного флоту (15.02.1962)
- Київський інститут цивільної авіації (15.09.1964)
- Київський інститут інженерів цивільної авіації (20.05.1965)
- Київський інститут інженерів цивільної авіації ім. 60-річчя утворення СРСР (1982 рік)
- Київський міжнародний університет цивільної авіації (20.04.1994)
- Національний авіаційний університет (11.09.2000)
- Державне некомерційне підприємство «Державний університет «Київський авіаційний інститут», скорочена назва —ДНП ДУ КАІ (07.11.2024)[6]

9 листопада 1950 року затверджено генеральний кошторис будівництва Київського інституту цивільного повітряного флоту і відведення Київрадою земельної ділянки під забудову інституту на вулиці Борщагівській, 197 (тепер проспект Любомира Гузара, 1).
У 1954—1975 роках інститут очолював Микола Голего, який зробив значний внесок у будівництво навчального комплексу, створення та розвиток його матеріально-технічної бази, організацію наукової роботи, формування науково-педагогічного колективу.
У 1953 р. в інституті розпочав читати лекції з курсу конструкції літаків головний конструктор КБ МАП О. К. Антонов (пізніше Генеральний конструктор, академік АН України, лауреат Державної премії). Наказом Головного управління цивільного повітряного форту СРСР № 82 від 05.04.1956 Олег Антонов був введений до складу Ради інституту.
13 жовтня 1966 р. Постановою Президії Верховної Ради СРСР Київський інститут інженерів цивільної авіації нагороджено орденом Трудового Червоного Прапора за успішне виконання завдань семирічного плану по підготовці висококваліфікованих інженерних і наукових кадрів для цивільної авіації, розробку і впровадження актуальних науково-дослідних робіт по авіаційній техніці
У 1975—1988 роках інститут очолював Олександр Аксьонов. 10.09.1985 Радою Міжнародної організації цивільної авіації (ICAO) Аксьонов О. Ф. першим в Україні нагороджений Золотою медаллю та Почесною грамотою премії імені Едварда Уорнера за значний внесок у розвиток міжнародної цивільної авіації.
Київський інститут інженерів цивільної авіації за підготовку іноземних фахівців нагороджено орденом «Мир і дружба» Угорської Народної Республіки (1975 р.), пам'ятною медаллю Міністерства освіти і виховання Польської Народної Республіки (1978 р.), орденом Болгарської Народної Республіки «Кирило і Мефодій» 1-го ступеня (1980 р.), орденом «Солідарність» Республіки Куба (1985 р.),
12.04.1990 згідно Постанови Ради Міністрів СРСР на будівлі інституту встановлено меморіальну дошку Володимиру Челомею — Генеральному конструктору ракетно-космічної техніки, випускнику Київського авіаційного інституту 1937 року, а колектив інституту нагороджений Дипломом ім. Академіка Челомея В. М. за успіхи в підготовці наукових та інженерних кадрів в області авіації і космонавтики.
У 1994 році на базі інституту створено Київський міжнародний університет цивільної авіації. У 1996 р. в університеті впроваджено чотириступеневу форму навчання: молодший спеціаліст — бакалавр — спеціаліст — магістр.
У березні 1998 року в університеті відкрито Європейський субрегіональний центр з авіаційної безпеки Міжнародної організації цивільної авіації (ICAO) за участю Президента Ради ІСАО А. Котайта
Враховуючи загальнодержавне і міжнародне визнання результатів діяльності та вагомий внесок у розвиток національної вищої освіти і науки, Указом Президента України Леоніда Кучми № 1059/2000 від 11 вересня 2000 року університету надано статус національного, а університет отримав назву — Національний авіаційний університет (НАУ).
25.09.2008 університет отримав сертифікат відповідності його системи менеджменту якості освітніх послуг та наукових досліджень стандарту якості ISO9001:2000.
17.02.2012 у приміщені Національного центру «Український дім» відбулася XV-а ювілейна виставка «Сучасна освіта в Україні — 2012», на якій Національний авіаційний університет у номінації «Професійна орієнтація молоді: сучасні тенденції та перспективи розвитку» отримав золоту медаль. У 2012 році в університеті навчалось 25 тис. студентів.
14.04.2016 на XIX Міжнародній спеціалізованій виставці «Освіта та кар'єра — 2016» та виставці закордонних навчальних закладів «Education abroad», НАУ був відзначений Почесним званням «Лідер вищої освіти України», та як переможця конкурсу з тематичних номінацій — нагороджено Гран-Прі та Дипломом.
На Всеукраїнському конкурсі студентських наукових робіт з галузей знань і спеціальностей у 2020/2021 навчальному році 23 наукові роботи молодих науковців Національного авіаційного університету відзначені конкурсним журі та нагороджено дипломами I-го, II-го та III-го ступенів.
На авіатехнічній базі Національного авіаційного університету створений і перебуває у його структурі Державний музей авіації України ім. О. К. Антонова, який є найбільшим історико-технічним музеєм країни, що володіє експозицією в майже 70 літаків і гелікоптерів.
13 жовтня 2023 року Кабінетом Міністрів України прийнято Розпорядження № 921 "Про реорганізацію Національного авіаційного університету"  щодо реорганізації НАУ шляхом поділу його на Державне некомерційне підприємство «Державний університет Київський авіаційний інститут» і Українську державну льотну академію.
28 серпня 2024 року Вчена Рада НАУ ухвалила рішення щодо участі НАУ (та КАІ як правонаступника) в експерименті Міністерства освіти і науки України, зокрема про розширення повноважень наглядової ради для забезпечення розвитку університету. Також на засіданні переважною більшістю голосів було підтримано зміну організаційно-правової форми з бюджетної установи на державне некомерційне підприємство. Зміна статусу дозволить університету залучати додаткові джерела фінансування, спрямовувати кошти на оновлення обладнання, навчальних лабораторій та матеріально-технічної бази.

## Ректори
- Подпорінов Василь Миколайович (1933—1934) — начальник Київського авіаційного інституту
- Глінчук Давид Володимирович (1934—1935) — начальник
- Таранюк Никанор Іванович (1935—1936) — начальник
- Горчаков Микола Григорович (1936—1941) — начальник
- Подчасов Павло Гаврилович (1947—1953) — начальник Київського інституту цивільного повітряного флоту
- Голего Микола Лукич (1953—1975) — ректор Київського інституту інженерів цивільної авіації
- Аксьонов Олександр Федотович (1975—1988) — ректор Київського інституту інженерів цивільної авіації
- Назаренко Павло Васильович (1988—1998) — ректор Київського міжнародного університету цивільної авіації
- Бабак Віталій Павлович (1998—2008) — ректор Національного авіаційного університету
- Кулик Микола Сергійович (2008—2015) — ректор Національного авіаційного університету
- Харченко Володимир Петрович (червень-серпень 2015) — в. о. ректора Національного авіаційного університету[9]
- Хращевський Рімвідас Вілімович (серпень-листопад 2015) — в. о. ректора Національного авіаційного університету[10]
- Харченко Володимир Петрович (листопад 2015 — серпень 2016) — в. о. ректора Національного авіаційного університету[11]
- Ісаєнко Володимир Миколайович (з серпня 2016) — в. о. ректора Національного авіаційного університету
- Ісаєнко Володимир Миколайович (березень 2018 — жовтень 2020) — ректор Національного авіаційного університету
- Хращевський Рімвідас Вілімович (з 22 жовтня 2020 — лютий 2021) — в. о. ректора Національного авіаційного університету
- Луцький Максим Георгійович (28 січня 2021 — 27 жовтня 2023)
- Шульга Володимир Петрович (27 жовтня 2023 — 10 квітня 2024) — в. о. ректора Національного авіаційного університету

### Чинний керівник
- Семенова Ксенія Ігорівна — з 10 квітня 2024, виконувачка обов'язків ректора Національного авіаційного університету, а з 7 листопада 2024 - Президент Державного некомерційного підприємства "Державний університет "Київський авіаційний інститут"

## Структура

План-схема ДУ «КАІ»

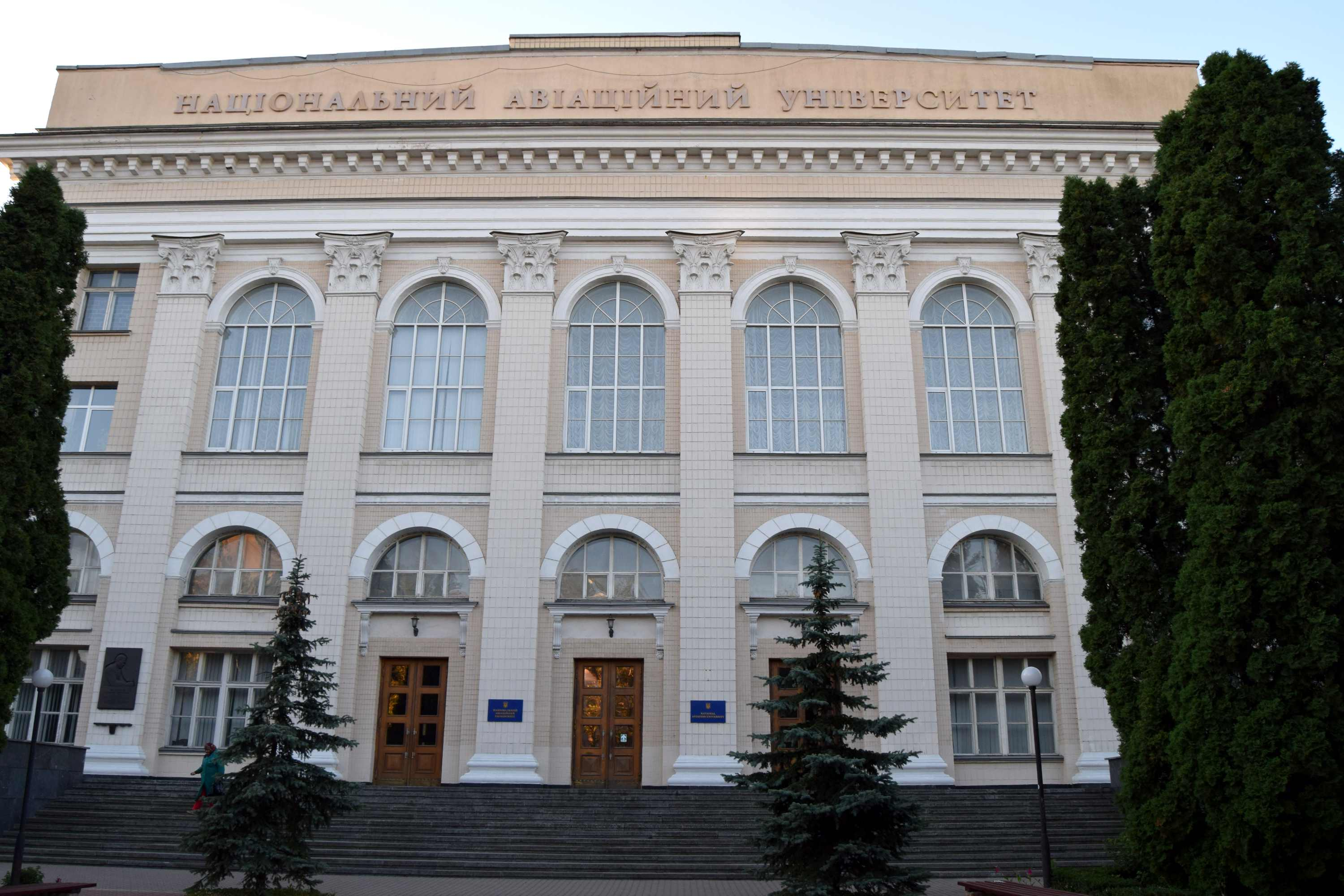
Головний корпус університету

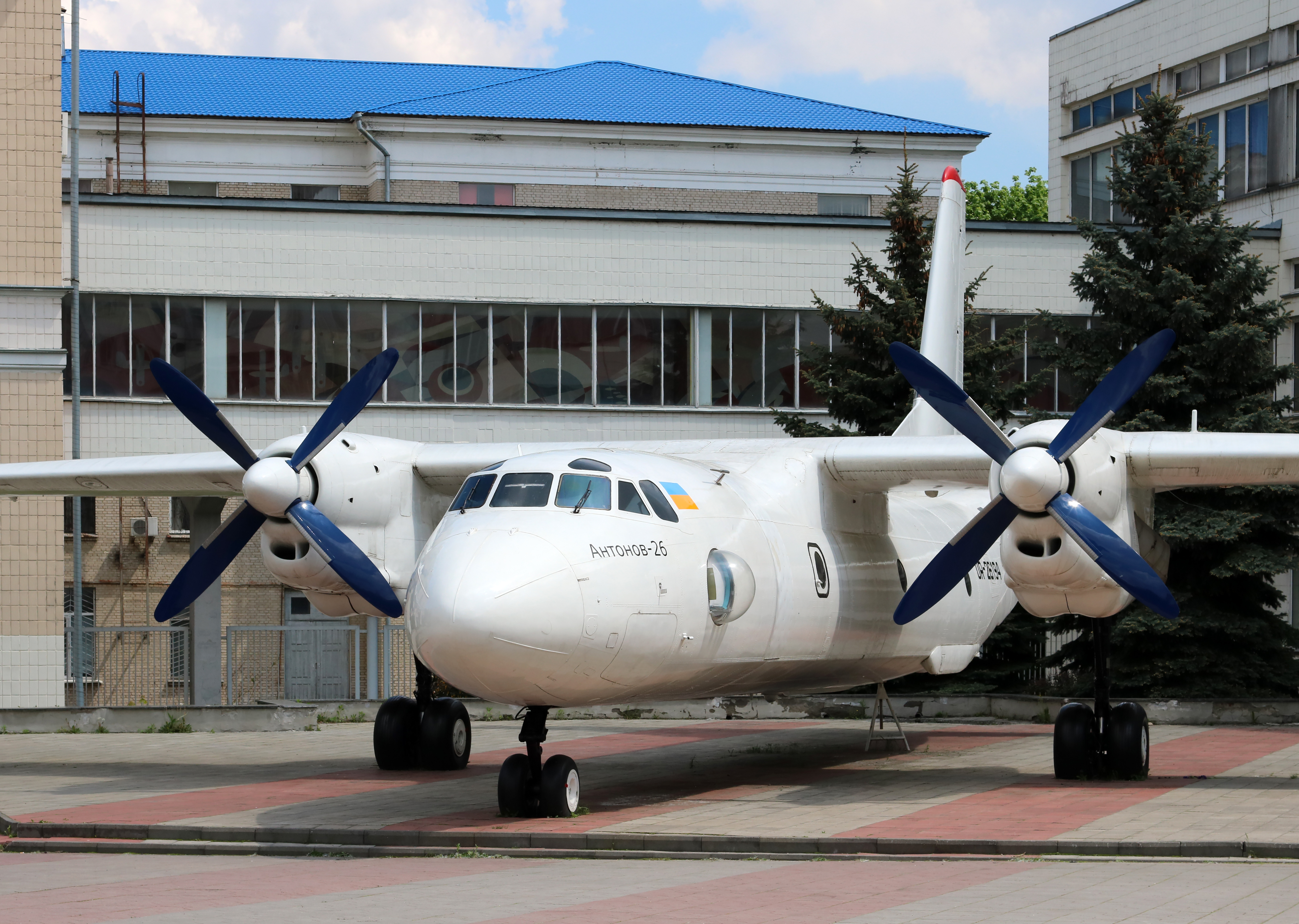
Літак Ан-26 на території університету

У складі університету 10 факультетів, п'ять інститутів, шість фахових коледжів, ліцей, училище, кафедра військової підготовки, Центр повітряного та космічного права, Європейські регіональні центри Міжнародної організації цивільної авіації (ІСАО).
Територія університету займає 72 га, загальна площа навчальних корпусів — 140 тис. м². У навчальному процесі використовуються 75 літаків та вертольотів, 42 авіаційні двигуни. Студентське містечко університету це — 11 гуртожитків, Авіаційний медичний центр, оснащений сучасним діагностично-лікувальним обладнанням, профілакторій, Центр культури і мистецтв із залом на 1500 місць, навчально-спортивний оздоровчий центр.
Книжковий фонд науково-технічної бібліотеки НДП ДУ «КАІ» становить понад 2,6 млн примірників. Університет має один з найбільших у світі навчальних ангарів, навчальний аеродром, радіо-полігон та полігон авіаційної наземної техніки, тренажерні комплекси та навчально-науковий аеродинамічний комплекс на базі дозвукової аеродинамічної труби ТАД-2.
| |  |  |
| підпис Монета, присвячена 100 років світової авіації та 70-річчю Національного авіаційного університету |  |  |

### Навчальні підрозділи

#### Інститути
У складі університету чотири інститути:
- Інститут ІКАО[12]
- Навчально-науковий інститут неперервної освіти (ННІНО)[13]
- Навчально-науковий інститут міжнародного співробітництва та освіти[14][15]
- Навчально-науковий інститут розвитку освіти[16]

#### Колишні інститути, які діяли в структурі НАУ
- Інститут новітніх технологій НАУ (пізніше Інститут новітніх технологій та лідерства (ІНТЛ)). Створено спільним наказом Міністерства освіти і науки України та Національної академії наук України від 20 березня 2002 р.[17][18]
- Навчально-науковий інститут інноваційних освітніх технологій (ННІІОТ)[19]
- Українська державна льотна академія[8]

Факультети
- Аерокосмічний факультет (АФ)[20]
- Факультет наземних споруд і аеродромів (ФНСА)[21]. Попередня назва: "Факультет архітектури, будівництва та дизайну (ФАБД)"[22]
- Факультет аеронавігації, електроніки та телекомунікацій (ФАЕТ)[23]
- Факультет екологічної безпеки, інженерії та технологій (ФЕБІТ)[24]
- Факультет лінгвістики та соціальних комунікацій (ФЛСК[25]
- Факультет міжнародних відносин (ФМВ)[26]
- Факультет комп'ютерних наук та технологій (ФКНТ)[27]. Попередня назва: "Факультет кібербезпеки, комп'ютерної та програмної інженерії (ФККПІ)"[28]
- Факультет економіки та бізнес-адміністрування (ФЕБА)[29]
- Факультет транспорту, менеджменту і логістики (ФТМЛ)[30]
- Юридичний факультет (ЮФ)

#### Ліцеї
- Авіакосмічний ліцей
- Вище професійне училище

#### Коледжі
- Коледж інформаційних технологій та землевпорядкування
- Промислово-економічний коледж
- Слов'янський коледж
- Криворізький коледж
- Київський коледж комп'ютерних технологій та економіки
- Васильківський коледж

### Центр культури та мистецтв

ЦКМ і 8 корпус ДУ «КАІ»

Центр культури та мистецтв (ЦКМ ДУ «КАІ») — було відкрито у 1979 році. ЦКМ має сцену розміром 16 метрів ширина, 12 метрів глибина, 11 метрів висота з необхідним обладнанням, гримерками, репетиційними залами, театром.
Традиційні заходи університету з 1980 року такі, як «Посвячення у студенти-авіатори», студентський фестиваль «Студентська весна» набули великої популярності в університеті до сьогодення. Жоден святковий університетський захід не проходить без участі студентської команди КВК, що була створена у 1962 році і вже в 1963 році команда КВК інституту стала всесоюзним переможцем телевізійної гри, перемігши у півфіналі сезону 1962/63 р. команду Московського фізико-технічного інституту.
За рейтингом концертних залів міста Києва, ЦКМ ДУ «КАІ» займає третє місце після Палацу Україна та МЦКМ міста Києва (Міжнародний центр культури і мистецтв).

### Студентське містечко

Гуртожиток № 7

Студентське містечко Київського інституту цивільного повітряного флоту (зараз НДП ДУ «КАІ»)  засновано у 1963  році та складалось з трьох гуртожитків. Цього ж року був побудований та зданий в  експлуатацію ще один гуртожиток  на вул. Гарматній, 53 (зараз гуртожиток № 4).
Сьогодні Студентське містечко НДП ДУ «КАІ» — це 12 гуртожитків, в яких проживає близько 5,5 тисяч студентів з України та багатьох країн світу. 
Гуртожитки поділяються на:
- гуртожитки секційного типу (секція — 8 кімнат, з санвузлом та кухнею) — № 7,8,9;
- гуртожитки блокового типу (дві кімнати і санвузол) — № 6,10,11,13,12
- гуртожитки коридорного типу — № 1,3,4,5.
- житлові кімнати розраховані на проживання двох, трьох або чотирьох осіб, умебльовані всіма необхідними меблями та м'яким інвентарем.

Територіально всі студентські гуртожитки розташовані поряд з навчальними корпусами університету. Медичне обслуговування студентів здійснюється в Авіаційному медичному центрі університету, що розташований на території Студмістечка. На території Студентського містечка також знаходяться спортивні майданчики, кафе, перукарні, аптеки та територіальне відділення міліції. Поряд є парк «Відрадний» та центр народознавства «Мамаєва слобода», в яких студенти можуть провести  своє дозвілля.
Хороші транспортні розв'язки, дозволяють зручно та швидко дістатися до залізничного вокзалу та до історичних місць Києва.

### Авіаційний медичний центр
Авіаційний медичний центр (АМЦ НДП ДУ «КАІ») — обслуговує студентів і працівників університету та забезпечує нагляд за їх здоров'ям. АМЦ ДУ «КАІ» має Державну ліцензію, акредитаційний сертифікат вищої категорії МОЗ України та дозволи відповідних уповноважених органів на надання широкого кола медичної допомоги всім охочим та проведення спеціалізованих експертних комісій. На умовах договору здійснюється медичне обслуговування як окремих фізичних осіб, так і організацій (незалежно від форми власності).
АМЦ ДУ «КАІ» також надається повноцінна амбулаторно-поліклінічна допомога за основними медичними напрямками:
- сертифікація авіаційного персоналу цивільної авіації України 1,2,3 класів у відповідності до вимог JAR-FCL 3
- медичний нагляд у між сертифікаційний період
- надання консультативно-лікувальної допомоги
- диспансерний нагляд
- профілактичні огляди
- клініко-лабораторні методи діагностики
- інструментальні методи діагностики

### Науково-технічна бібліотека

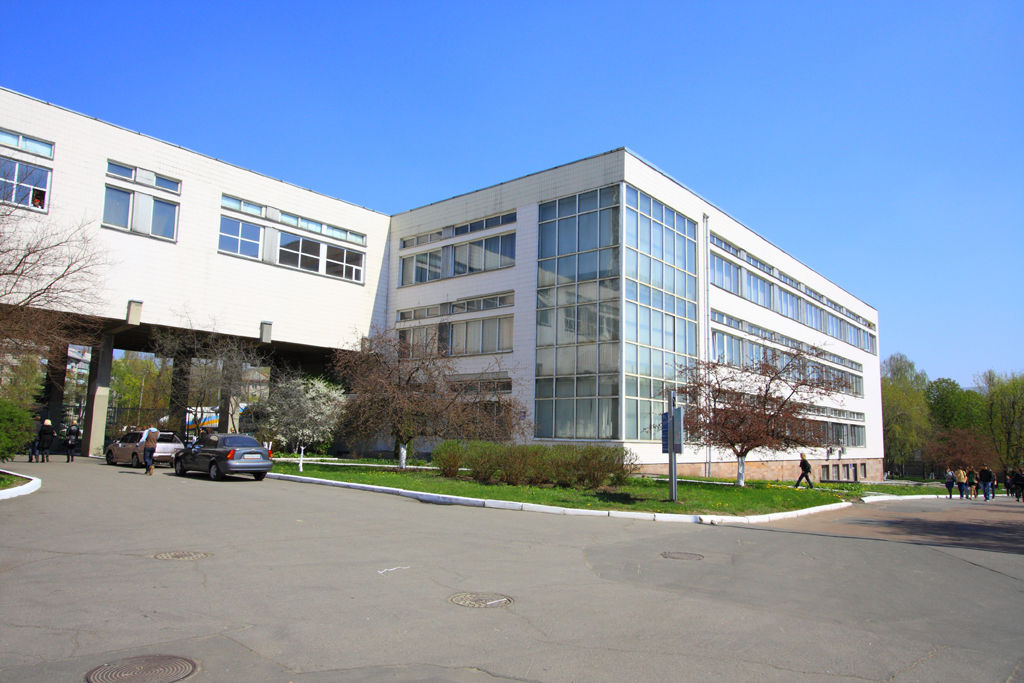
Головний корпус Науково-технічної бібліотеки Державного університету «Київський авіаційний інститут»

Науково-технічна бібліотека НДП Державного університету «Київський авіаційний інститут» (НТБ ДУ «КАІ») — є однією з найбільших бібліотек ЗВО Києва та найбільшою в галузі цивільної авіації України, започаткована як факультетська бібліотека новоствореного Авіаційного інституту у 1933 році.
Фонди НТБ ДУ «КАІ» налічують близько 2,5 млн видань, близько 6000 електронних книжок, більше 5000 наукових статей з різних галузей знань, науки та культури. Кількість читачів становить більше 19 тисяч.
Бібліотека має унікальний, фонд видань з авіації та суміжних напрямів. Його окрасою є видання кінця ХІХ ст. та 20-40-х рр. ХХ ст. До цінних видань належать і матеріали ІКАО, яких у фонді близько 3 тисяч.
Бібліотека НДП ДУ «КАІ» має назву Науково-технічної, але за змістом фонду та характером довідково-інформаційної роботи її можна назвати бібліотекою універсального профілю.
Бібліотека розміщується в окремому приміщенні, займає площу 6,9 тисяч квадратних метрів. До послуг читачів 6 абонементів та 10 читальних залів, електронний каталог літератури, електронна база аналітичних матеріалів з періодики та довідково-пошуковий апарат у картковому вигляді. У НТБ читачам надається доступ до світових інформаційних ресурсів.
У головному бібліотечному корпусі створено простір неформальної освіти CleverSpace. Завдяки виграшу гранту на гроші, виділені з міського бюджету, закуплено презентаційну техніку та мультимедійну техніку, крісла-мішки та ін. Тут проводяться семінари, проєктні школи, воркшопи, коуч-сесії та інше, а також відбувається самоосвіта студентів.
Науково-технічна бібліотека є місцем проведення міжнародних конференцій, науково-практичних семінарів, літературно-тематичних заходів, зустрічей студентів з науковцями, діячами літератури та мистецтва тощо.

### Музеї
- Державний музей авіації[32] — найбільший в Україні музей технічного профілю, знаходиться у Києві поблизу аеропорту «Жуляни».
- Музей НДП ДУ КАІ[33] — музей історії повітроплавання та літакобудування в Україні. Знаходиться у першому корпусі Державного університету «Київський авіаційний інститут»

### Навчально-спортивний оздоровчий центр
Навчально-спортивний оздоровчий центр (НСОЦ) — є структурним підрозділом Державного некормеційного підприємства Державного університету «Київський авіаційний інститут».
Однією з важливих складових роботи по поліпшенню здоров'я та працездатності студентів є фізкультурно-оздоровча робота.
З метою підвищення рівня фізкультурно-оздоровчої роботи серед студентів, співробітників, мешканців району та удосконалення системи матеріально-технічного забезпечення спортивної бази університету у 2000 році був створений Центр спорту та здоров'я як структурний підрозділ Університету, на базі Спортивного клубу та Спортивного комплексу. У 2009 році для оптимізації структури університету та на підставі рішення Вченої ради університету проведена реорганізація структурних підрозділів університету — Навчального полігону (с. Жуків), Яхт-клуба (смт. Українка) і Центру спорту та здоров'я — шляхом злиття та створення на їх базі структурного підрозділу — Навчально-спортивного оздоровчого центру Державного університету «Київський авіаційний інститут»
У НДП ДУ «КАІ» створено Центр підготовки кваліфікованих яхтсменів. Тренувально-практичний курс підготовки слухачів Центру проводиться на базі яхт-клубу НСОЦ ДУ «КАІ», де щорічно відбувається регата.
У 2003 році в НДП ДУ КАІ відкрив свої двері більярдний клуб « Авіатор» (з 2018 року — секція спортивного більярду). Саме з відкриття цього клубу бере відлік початок розвитку більярда серед студентства столиці.
За 15 років роботи в секції спортивного більярду було проведено більш ніж 150 турнірів різного рангу, підготовлено 20 кандидатів в майстри спорту України, 4 майстра спорту України, чемпіони та призери всеукраїнських турнірів, чемпіони Європи та світу серед юнаків і дівчат.

## Почесні доктори та випускники
- Аліу Олумуіва Бенард — Президент Ради ІСАО
- Ассад Котайт — Президент Ради ІСАО
- Патон Борис Євгенович — Президент Національної академії наук України
- Ренато Клаудіо Коста Перейра — Генеральний секретар ІСАО
- Нісікава Ейкіті — Почесний Генеральний Консул України в Японії (Японія)
- Сун Кил Хог — Президент Ханкукського авіаційного університету (Корея)
- Еухеніо Домінгес Вільчес — Ректор Університету Кордоби (Іспанія)
- Кучма Леонід Данилович — Президент України
- Кристиан Айгл — Директор Європейського та північноатлантичного регіону ІКАО
- Едмундас Завадскас — Проректор Вільнюського технічного університету (Литва)
- Антоніо Куоко — Генеральний директор авіакомпанії «Люфтганза» в Україні (Німеччина)
- Шпак Анатолій Петрович — Перший Віце-президент, Головний учений секретар НАН України
- Ельмар Шрюфер — професор Мюнхенського технічного університету (Німеччина)
- Мітчел Фокс — Керівник управління ІСАО з розробки політики та стандартів підготовки авіаційних фахівців
- Ромуальдас Мечиславович Гінявичюс — Ректор Вільнюського технічного університету ім. Гедімінаса (Литва)
- Стогній Борис Сергійович — Академік Національної академії наук України
- Янг Хо Чо — Президент і виконавчий директор «Корейських авіаліній» (Республіка Корея)
- Шидловський Анатолій Корнійович — академік НАН України
- Пашаєв Аріф Мір Джалал огли — Ректор Національної академії авіації (Азербайджан)
- Муравченко Федір Михайлович — Генеральний конструктор ДП "Запорізьке машинобудівне конструкторське бюро «Прогрес» ім. акад. О. Г. Іванченка
- Трощенко Валерій Трохимович — Директор Інституту проблем міцності ім. Г. С. Писаренка НАНУ
- Раймон Бенджамін — Генеральний секретар ІСАО
- Кремень Василь Григорович — Президент Національної академії педагогічних наук України

## Нагороди та репутація
Київський інститут інженерів цивільної авіації нагороджено:
- орденом Трудового Червоного Прапора (1966 р.),
- орденом «Мир і дружба» Угорської Народної Республіки (1975 р.),
- пам'ятною медаллю Міністерства освіти і виховання Польської Народної Республіки (1978 р.),
- Почесною грамотою Президії Верховної Ради Української РСР (1978 р.),
- орденом Болгарської Народної Республіки «Кирило і Мефодій» 1-го ступеня (1980 р.),
- орденом «Солідарність» Республіки Куба (1985 р.),
- Дипломом ім. Академіка Челомея В. М. за успіхи в підготовці наукових та інженерних кадрів в області авіації і космонавтики (1990 р.).

Представники університету беруть активну участь в конкурсах на одержання стипендій або грантів багатьох авторитетних міжнародних організацій та фондів:
- Tempus Tacis — програма Європейської Комісії з організації сприяння в освітній і культурній галузях країн Східної Європи і колишнього СРСР,
- DAAD — німецька служба освітянських обмінів,
- British Council — організація співпраці в країнах Європи,
- IREX — рада з міжнародних досліджень та обмінів,
- Fulbright — програма академічних обмінів,
- Soros — благодійний фонд сприяння розвитку «відкритого суспільства та демократії» в країнах Центральної та Східної Європи і колишнього СРСР,
- GAP — програма супроводу грантів, фонд цивільних досліджень і розвитку США,
- FP7 — Сьома рамкова програма з підтримки дослідницької діяльності, Еразмус Мундус та інші.

Значною подією, в житті університету, стало підписання в 2009 році Великої Хартії університетів.
Важливим аспектом світового визнання навчального закладу стало членство в міжнародній асоціації університетів, яка була заснована в 1950 в Ніцці (Франція) і на сьогоднішній день охоплює освітянський простір понад 150 країн світу та співпраця із багатьма міжнародними та національними організаціями:
- IEEE — всесвітня технічна професійна асоціація,
- AILOG — італійська асоціація логістики та управління ланцюгами постачань,
- Bundesvereinigung Logistik — німецька асоціація логістів,
- Snecma Moteurs, Airbus, Міжнародний авіаційний комітет, відкриття в університеті цілого ряду спільних навчальних програм з відомими світовими корпораціями такими як: Cisco Systems Inc., Lufthansa Training Technik, Microsoft та ін. сприяє підвищенню академічної мобільності викладачів, наукових співробітників, а також рівня якості підготовки студентів.

Щорічно більше 200 співробітників університету відряджаються за кордон для участі в міжнародних конференціях, на стажування, для виконання спільних проєктів та участі в міжнародних наукових форумах Німеччини, Іспанії, Росії, Польщі, Канади, Швеції, Румунії, Болгарії, Чехії тощо.
У рейтингу університетів України «Топ-200 Україна»
- 2015 рік — 14 місце[34]
- 2016 рік — 19 місце[35]
- 2017 рік — 19 місце[36]
- 2018 рік — 19 місце[37]
- 2019 рік — 13 місце[38]

В січні 2025 року команда розробників програмного забезпечення з України, до якої входили інноватори з Державного університету «Київський авіаційний інститут» перемогла на міжнародному хакатоні NASA International Space Apps Challenge в категорії Galactic Impact. У змаганні брали участь більш як 90 тисяч фахівців зі всього світу і близько 10 тисяч команд, які створили проєкти. Близько 1000 проєктів, зокрема й український, оцінювалися безпосередньо фахівцями NASA.

## Відомі випускники
- Челомей Володимир Миколайович — доктор технічних наук, професор, Генеральний конструктор ракетно-космічної техніки СРСР, академік Академії наук СРСР, член Міжнародної академії астронавтики, розробник «ядерного щита» Радянського Союзу, фахівець у галузі динаміки стійкості складних коливальних систем, механіки та технічної кібернетики. Закінчив Київський авіаційний інститут у 1937 році, працював старшим викладачем КАІ у 1939—1941 рр.
- Голего Микола Лукич — доктор технічних наук, професор, Заслужений діяч науки і техніки УРСР, член-кореспондент НАН України, вчений у галузі механіки та машинобудування, громадський діяч. Закінчив Київський авіаційний інститут у 1938 році.
- Курлін Юрій Володимирович — льотчик-випробувач, Герой Радянського Союзу, нагороджений орденом «За заслуги» ІІІ ступеня, майстер спорту міжнародного класу з літакового спорту. Закінчив Київський інститут інженерів цивільного повітряного флоту у 1956 році.
- Аксьонов Олександр Федотович — доктор технічних наук, професор, член-кореспондент НАН України, фахівець у галузі авіаційного матеріалознавства, тертя і зносу металів, засновник напрямку авіаційної хіммотології. Закінчив механічний факультет Київського інституту цивільного повітряного флоту у 1953 році.
- Ігнатов Володимир Олексійович — доктор технічних наук, професор, Заслужений діяч науки і техніки України, академік Академії зв'язку України, академік Міжнародної Академії Інформатизації при ООН, засновник наукової школи в галузі авіаційної й космічної радіоелектроніки. Закінчив Київський інститут цивільного повітряного флоту у 1961 році.
- Харченко Михайло Григорович — директор авіатранспортного підприємства «Авіалінії Антонова» державного підприємства «Антонов». Лауреат Державної премії України в галузі науки і техніки за досягнення в галузі літакобудування, Заслужений працівник транспорту України, провідний інженер-випробувач першого класу.
- Мохор Володимир Володимирович — доктор технічних наук, професор, член-кореспондент НАН України, директор Інституту проблем моделювання в енергетиці ім. Г. Є. Пухова НАН України. Закінчив факультет автоматики та обчислювальної техніки Київського інституту інженерів цивільної авіації у 1977 році.
- Аліу Олумуіва Бенард — п'ятий президент Ради Міжнародної організації цивільної авіації (ІКАО), Почесний доктор НАУ. Закінчив Київський інститут інженерів цивільної авіації у 1983 році.
- Більчук Олександр Васильович — голова Державіаслужби України, фахівець у галузі літакобудування та менеджменту. Закінчив навчання у Київському міжнародному університеті цивільної авіації у 2000 році.
- Донець Олександр Дмитрович — президент Державного підприємства «Антонов», Заслужений авіабудівник України, фахівець в галузі технічної експлуатації авіації. Закінчив Київський інститут інженерів цивільної авіації у 1988 році.
- Мірошниченко Тімур Валерійович — український коментатор, ведучий телеканалу UA: Перший, UA: Культура та 1+1. Закінчив університет в 2007 н.р.
- Злата Огнєвіч  — Заслужена артистка АР Крим, співачка, телеведуча та акторка дубляжу. Закінчила навчання у Національному авіаційному університеті в 2008 році.
- Тіна Кароль — Народна артистка України, співачка, телеведуча та акторка мюзиклів. Закінчила Національний авіаційний університету у 2005 році.